# Firmicus (zoologia)
Firmicus Simon, 1895 è un genere di ragni appartenente alla famiglia Thomisidae.

## Distribuzione
Le 17 specie note di questo genere sono diffuse in Africa, Europa meridionale, nel Vicino Oriente e in Asia sudorientale: netta la prevalenza del continente africano (13 specie su 17); la specie dall'areale più vasto è la F. bragantinus reperita in diverse località dell'Africa occidentale, centrale ed Angola

## Tassonomia
Non sono stati esaminati esemplari di questo genere dal 2010.
A giugno 2014, si compone di 17 specie e due sottospecie:
1. Firmicus abnormis (Lessert, 1923) — Sudafrica
2. Firmicus arushae Caporiacco, 1947 — Africa orientale
3. Firmicus aurantipes Jézéquel, 1966 — Costa d'Avorio
4. Firmicus biguttatus Caporiacco, 1940 — Etiopia
5. Firmicus bimaculatus (Simon, 1886) — Madagascar
6. Firmicus bipunctatus Caporiacco, 1941 — Etiopia
7. Firmicus bivittatus Simon, 1895 — Spagna, Francia, Algeria
8. Firmicus bragantinus (Brito Capello, 1866)[2] — Africa occidentale, Congo, Angola, Sudan
9. Firmicus campestratus Simon, 1907 — Africa occidentale, Congo
  - Firmicus campestratus faradjensis (Lessert, 1928) — Congo
  - Firmicus campestratus ogoueensis Simon, 1907 — Congo
10. Firmicus dewitzi Simon, 1899 — Egitto, Israele
11. Firmicus duriusculus Simon, 1903 — Vietnam
12. Firmicus haywoodae Jézéquel, 1964 — Costa d'Avorio
13. Firmicus insularis (Blackwall, 1877) — Isole Seychelles
14. Firmicus lentiginosus (Simon, 1886) — Africa
15. Firmicus paecilipes Caporiacco, 1940 — Etiopia
16. Firmicus strandi Caporiacco, 1947 — Africa orientale
17. Firmicus werneri Simon, 1906 — Uganda

### Sinonimi
- Firmicus marginatus Simon, 1897; posta in sinonimia con F. insularis (Blackwall, 1877) a seguito di un lavoro dell'aracnologo Benoit (1978j)[1].